# Waiting in the Wings (Angel)
Waiting in the Wings conocido en América Latina como Tras Bambalinas y en España como Al margen es el decimotercer episodio de la tercera temporada de la serie de televisión estadounidense Ángel. Escrito y dirigido por Joss Whedon. Se estrenó originalmente el 4 de febrero de 2002.
En este episodio Ángel y la pandilla investigan la extraña actividad paranormal desatada en una producción de Giselle, pues la bailarina que Ángel vio hace más de 100 años es la misma.  

## Argumento
Un emocionado Ángel invita al equipo de IA a ver su obra de ballet favorita Giselle, que está siendo producida por la misma compañía que vio por el año 1890. Gunn es el único que está horrorizado pues como un buen matón de las calles teme que su reputación se baje, pero se convence cuando Fred lo anima.
Vestidos de etiqueta, todo el equipo de IA asiste al teatro donde Cordelia se duerme de aburrimiento mientras los demás la disfrutan. Angel se da cuenta de que la bailarina que interpreta la obra es la misma que vio hace tantos años. Ángel solo convence a Cordelia de salir a investigar un poco y se quedan atrapados en el corredor tras el escenario encantado. Ángel y Cordelia llegan al vestidor de la bailarina, ambos la sienten tibia. De repente Ángel y Cordelia comienzan a actuar como si fuesen otras personas y a decir un montón de palabras como sacadas de un libreto de una novela. Los dos hacen grandes esfuerzos por salir de la habitación y comprenden que fueron poseídos por espíritus de unos amantes, al parecer con la típica relación prohibida, pues mientras estaban poseídos balbucearon algunas cosas que les parecen sospechosas.
Fred convence a Gunn y a Wesley de ir a buscar a Ángel y Cordelia que ya se han tardado demasiado y se pierden de la misma manera que sus amigos. Cordelia le pide a Ángel que se dejen poseer de nuevo con tal de averiguar si en el teatro los amantes fueron asesinados. Ambos entran de nuevo a la habitación donde reanuadan sus escenas esta vez a punto de hacer el amor, hasta que son interrumpidos por unos demonios. Wesley, Gunn y Fred son atacados por más demonios que hieren a Gunn. Ángel y Cordelia consiguen reunirse con el resto de sus amigos y tratan de descubrir que pasa. Cuando Fred y Gunn se quedan solos ambos se besa y son observados por Wesley que se aparta y cae arrodillado en un acto de tristeza y traición.        
Mientras el Ballet continua en el exterior. Wesley se reúne con el equipo para explicarles que el responsable es el Conde Kursvok, un hechicero que condenó a la bailarina a bailar para el por siempre luego de descubrir que la misma estaba enamorada de un bailarín llamado Stefan. Ángel le pide de favor a sus amigos que se enfrentan a los demonios mientras él va en busca del conde para detener su obra. 
En el Hyperion Lorne está cuidando de Connor hasta que escucha a alguien entrar y al verlo reacciona familiarizado. En el teatro Ángel rastrea Kursvok pero solo encuentra a la bailarina a quien convence de no seguir haciendo la voluntad del conde y modificar su baile de siempre para poder detener el hechizo. La bailarina le hace caso modificando el final de su rutina (en el que siempre se fracturaba el tobillo) mientras Ángel enfrenta al conde y destruye la gema que mantiene presa a la bailarina.
Al regresar de la función, Angel trata e confesarle sus sentimientos a Cordelia. No obstante no puede cuando Lorne presenta el Groosalugg como el invitado que apareció inesperadamente en el hotel. Lorne explica que Groo fue destronado en Pyla y que regresó a Los Angeles para reunirse con su verdadero amor.

## Elenco

### Principal
- David Boreanaz como Ángel.
- Charisma Carpenter como Cordelia Chase.
- Alexis Denisof como Wesley Wyndam-Pryce.
- J. Agust Richards como Charles Gunn.
- Amy Acker como Fred Burkle.

## Continuidad
- Wesley y Cordelia recuerdan la ocasión que comenzaron una relación de coqueteo mutuo.
- Groo regresa de Pylea.
- Fred y Gunn inician su relación.
- Este episodio comienza la separación de Wesley con el grupo; debido al romance entre su mejor amigo y la chica que le gusta.
- Existe un error de continuidad: Ángel menciona que ya había sido poseído por espíritus de amantes, aunque en realidad fue Ángelus el que fue poseído. Dado que no fue su alma la que fue poseída como recordaría aquello si cuando recuperó su alma por segunda vez actúa como si no recordara nada?